# 马安镇

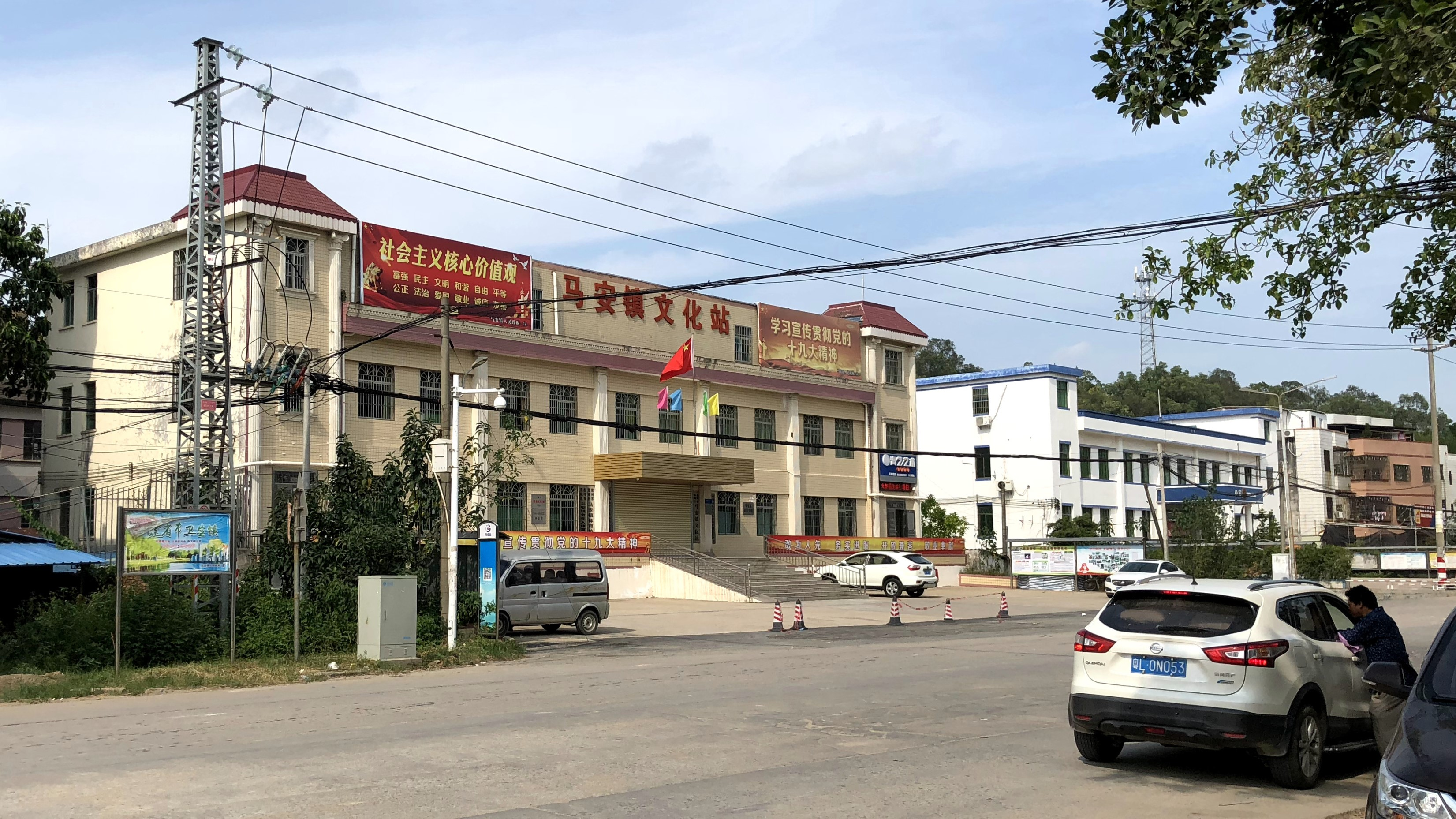
马安镇文化站、公安局

马安镇是中國廣東省惠州市惠城區下辖的一个镇，原属惠阳市管辖，2005年5月劃归惠城區。此鎮全是鶴佬人，此鎮最大特式是鎮內新樓村裏的一間廟，廟裏供奉了三尊玄天上帝腳踏龜蛇二將，一尊關聖帝君坐看春秋，近十年來此村人每三年舉行太平清醮一次，一次醮會就舉行七日七夜，全村醮會其間只吃齊菜，就算是移居香港或外地的原居民都例必回鄉參加醮會，連外來文山村也有舞獅和捐錢來祝賀，非常熱鬧隆重。

## 行政区划
马安镇下辖以下村级行政区划单位
马安社区、下良村、柏田村、新乐村、新群村、马安村、黄严村、木棉村、龙塘村、新楼村、横河村、水贝村、上寮村和双寮村。